# Nguyễn Thị Bình
Nguyễn Thị Bình (sinh ngày 26 tháng 5 năm 1927), tên khai sinh là Nguyễn Thị Châu Sa, là một nữ chính trị gia người Việt Nam. Bà được biết đến khi giữ cương vị Trưởng phái đoàn Mặt trận Dân tộc Giải phóng miền Nam Việt Nam, rồi Chính phủ Cách mạng lâm thời Cộng hòa Miền Nam Việt Nam tham gia Hội nghị bốn bên về hoà bình cho Việt Nam tại Paris trong giai đoạn 1968–1973. Bà là một trong những người đại diện các bên ký hiệp định Paris năm 1973 và là người phụ nữ duy nhất đặt bút ký vào Hiệp định. 
Sau khi đất nước Việt Nam thống nhất, bà từng giữ chức vụ Bộ trưởng Bộ Ngoại giao, Bộ trưởng Bộ Giáo dục và Đào tạo, Phó Chủ tịch nước Cộng hoà xã hội chủ nghĩa Việt Nam từ năm 1992 đến năm 2002.

## Thân thế và bước đầu sự nghiệp chính trị
Nguyễn Thị Bình sinh ngày 26 tháng 5 năm 1927 tại làng Tân Hiệp, quận Châu Thành, tỉnh Sa Đéc (nay là An Hiệp, Châu Thành, Đồng Tháp) với tên khai sinh là Nguyễn Thị Châu Sa. Cha của bà, ông Nguyễn Đồng Hợi, có nguyên quán ở Gò Nổi, Điện Bàn, Quảng Nam, còn mẹ của bà là Phan Thị Châu Lan, con gái của Phan Châu Trinh.
Trong thời kỳ Pháp thuộc, ông Nguyễn Đồng Hợi làm tham tá công chánh, công tác họa đồ; gia đình ông cư trú tại Phnôm Pênh, Campuchia. Nhờ đó, bà được theo học tiếng Pháp đến bậc tú tài I tại Lycée Sisowath, một trường lớn ở Đông Dương thời bấy giờ.
Năm 1944, mẹ bà qua đời lúc bà mới 17 tuổi. Bà theo gia đình trở về nước và bắt đầu tham gia các hoạt động yêu nước trong phong trào sinh viên học sinh như cứu tế và cướp chính quyền tại Sài Gòn. Sau khi Pháp tái chiếm Nam Bộ cuối năm 1945, cha bà ra chiến khu theo lời kêu gọi của Ủy ban hành chánh kháng chiến Nam Bộ. Bà ở lại để chăm sóc các em, đồng thời hoạt động bí mật cho phong trào Việt Minh khối sinh viên, học sinh và phụ nữ. Lúc này, bà lấy bí danh là Yến Sa. Năm 1948, bà được kết nạp Đảng Cộng sản Đông Dương. Năm 1951, bà bị thực dân Pháp bắt giam và bị tra khảo tại bót Catinat, sau đó bị giam ở Khám Lớn Sài Gòn rồi khám Chí Hòa (1951–1953).
Năm 1954, bà ra tù và tham gia vào phong trào hòa bình đòi thi hành Hiệp định Genève. Năm 1955, bà được điều ra Bắc tập kết và được đào tạo thêm theo chương trình bồi dưỡng cán bộ đặc biệt.

## Sự nghiệp

### Trở thành nhà ngoại giao
Tại miền nam, bắt đầu từ năm 1954, Hoa Kỳ hậu thuẫn chính phủ Ngô Đình Diệm truy bắt, tiêu diệt lực lượng kháng chiến ở Nam bộ. Trong những năm 1954–1959, ở miền Nam đã có 466.000 người bị bắt, trong đó khoảng 400.000 người bị đưa đi đày và 68.000 người bị xử tử. Trước tình hình đó, năm 1960, Mặt trận Dân tộc Giải phóng miền Nam Việt Nam được thành lập. Năm 1962, bà được điều trở lại miền Nam với cái tên mới là Nguyễn Thị Bình, giữ chức vụ Ủy viên Trung ương Mặt trận Giải phóng, hoạt động ở mảng đối ngoại, kiêm Phó Tổng thư ký Hội Phụ nữ Giải phóng. 
Năm 1963, bà sang Trung Quốc và được Mao Trạch Đông đón tiếp. Cuối năm 1968, bà được cử làm Trưởng đoàn đàm phán của Mặt trận Giải phóng sang Paris dự Hội nghị Paris về Việt Nam, đến đầu tháng 1 năm 1969, ông Trần Bửu Kiếm giữ chức vụ trưởng đoàn, còn bà về nước để chuẩn bị cho việc thành lập Chính phủ Cách mạng lâm thời Cộng hòa miền Nam Việt Nam.
Ngày 6 tháng 6 năm 1969, Chính phủ lâm thời Cộng hòa miền Nam Việt Nam được thành lập, bà được cử làm Bộ trưởng Bộ Ngoại giao. Sau đó bà lại trở sang Paris đảm nhận lại chức vụ Trưởng đoàn đàm phán của Chính phủ lâm thời. Trong suốt thời gian 1968-1972, bà nổi tiếng trong các cuộc họp báo tại hội nghị 4 bên tại Paris, được giới truyền thông đặt cho biệt hiệu Madame Bình.
Khi Hiệp định Paris được ký kết năm 1973, bà là người đại diện của Cộng hòa miền Nam Việt Nam, một trong bốn bên ký vào bản Hiệp định. Lịch sử ngành ngoại giao Việt Nam ghi nhận bà Nguyễn Thị Bình là nữ bộ trưởng đầu tiên.

### Hoạt động sau này
Sau sự kiện 30 tháng 4, bà trở thành Bộ trưởng Bộ Giáo dục (1976–1987), rồi Chủ nhiệm Ủy ban Đối ngoại Quốc hội, Phó trưởng Ban Đối ngoại Trung ương Đảng (1987–1992). Bà còn là Ủy viên Ban Chấp hành Trung ương Đảng Cộng sản Việt Nam khoá V (1982–1986), Đại biểu Quốc hội từ khoá VI đến khoá X (1976–2002).
Năm 1992, tại kỳ họp Quốc hội khóa IX, bà được bầu làm Phó chủ tịch nước Cộng hòa Xã hội Chủ nghĩa Việt Nam và giữ chức vụ này liên tục trong 10 năm (1992–2002). Bà là người phụ nữ Việt Nam thứ hai giữ chức vụ phó nguyên thủ sau bà Nguyễn Thị Định, Phó Chủ tịch Hội đồng Nhà nước.
Sau khi nghỉ hưu vào năm 2002, bà tiếp tục làm Chủ tịch của Quỹ Bảo trợ trẻ em Việt Nam. Năm 2003, bà thành lập và giữ vai trò Chủ tịch Quỹ Hòa bình và phát triển Việt Nam. Ngoài ra, bà cũng là Chủ tịch danh dự của Hội nạn nhân chất độc da cam/đioxin Việt Nam kể từ khi hội này được thành lập vào tháng 1 năm 2004. Năm 2001, bà được Chủ tịch nước Trần Đức Lương trao tặng Huân chương Hồ Chí Minh.

## Đời tư
Bà lập gia đình với ông Đinh Khang năm 1955. Họ có hai người con: Đinh Nam Thắng (sinh năm 1956) và Đinh Thùy Mai (sinh năm 1960). Ông Đinh Khang qua đời năm 1989.

## Tác phẩm
- Gia đình, bạn bè, đất nước (hồi ký), Nhà xuất bản Tri Thức, 2012 (đã được dịch sang tiếng Pháp, tiếng Anh và tiếng Nhật)
- Tấm lòng với đất nước, Nhà xuất bản Chính trị Quốc gia, 2017
- Tìm ngọc trong cát, Nhà xuất bản Hội nhà văn, 2018 ; ISBN, 6049601097, 9786049601095.

## Phong tặng
- Huy hiệu 60 năm tuổi Đảng (2008)
- Huy hiệu 65 năm tuổi Đảng (2013)
- Huy hiệu 70 năm tuổi Đảng (Đảng Cộng sản Việt Nam), trao ngày 31/8/2017[4]
- Huy hiệu 75 năm tuổi Đảng do Chủ tịch nước Nguyễn Xuân Phúc trao sáng 24 tháng 10 năm 2021
- Huy hiệu 80 năm tuổi Đảng (2025)
- Huân chương Hồ Chí Minh (2001)
- Huân chương kháng chiến chống Pháp hạng 1
- Huân chương kháng chiến chống Mỹ, cứu nước hạng 1
- Huân chương Đại đoàn kết dân tộc (2013)
- Huân chương Tự do hạng nhất của Lào (2025)[5]